# Acea caldă blestemată zi de foc
Acea caldă blestemată zi de foc (în italiană Quel caldo maledetto giorno di fuoco, în spaniolă La ametralladora) este un film italo-spaniol western spaghetti din 1968, regizat de Paolo Bianchini, cu Robert Woods în rolul principal.

## Prezentare
În zilele de acalmie ale Războiului Civil American, Richard Gatling, creatorul tunului gatling, oferă invenția sa guvernului federal. Dar Gatling este răpit de doi asasini - angajați de Tarpas. De asemenea, îi fură noua invenție și ucide trei agenți guvernamentali ai Uniunii. Curând după aceea, Agenția Pinkerton îl trimite pe Cpt. Chris Tanner (el însuși un fost agent al serviciilor secrete) să-l găsească pe Gatling și să recupereze arma.

## Distribuție
- Robert Woods  - Cpt. Chris Tanner
- John Ireland  -  Tarpas
- Ida Galli  - Belinda Boyd
- Claudie Lange  -  Martha Simpson
- George Rigaud  -  Rykert
- Roberto Camardiel  - Dr. Alan Curtis
- Gérard Herter  -  Mr. Bishop
- Furio Meniconi  -  Jeremiah Grant
- Tom Felleghy  -  Pinkerton
- Ennio Balbo  -  Richard Gatling
- Tiziano Cortini  -  Jonathan Wallace
- Rada Rassimov  - Mrs. Treble